# سیارک ۶۱۳۴۲
سیارک ۶۱۳۴۲ (به انگلیسی: 61342 Lovejoy، نامگذاری:2000PJ3) شصت و یک هزار و سیصد و چهل و دومین سیارک کشف شده‌است که در ۳ اوت ۲۰۰۰ کشف شد.